# Rossa (Szwajcaria)
Rossa – miejscowość i gmina w południowo-wschodniej Szwajcarii, w kantonie Gryzonia, w regionie Moesa.

## Demografia
W Rossie mieszka 151 osób. W 2020 roku 10,6% populacji gminy stanowiły osoby urodzone poza Szwajcarią. 
| Rozwój ludności w gminie Rossa | Rozwój ludności w gminie Rossa | Rozwój ludności w gminie Rossa | Rozwój ludności w gminie Rossa | Rozwój ludności w gminie Rossa | Rozwój ludności w gminie Rossa | Rozwój ludności w gminie Rossa | Rozwój ludności w gminie Rossa | Rozwój ludności w gminie Rossa | Rozwój ludności w gminie Rossa | Rozwój ludności w gminie Rossa | Rozwój ludności w gminie Rossa | Rozwój ludności w gminie Rossa |
| ------------------------------ | ------------------------------ | ------------------------------ | ------------------------------ | ------------------------------ | ------------------------------ | ------------------------------ | ------------------------------ | ------------------------------ | ------------------------------ | ------------------------------ | ------------------------------ | ------------------------------ |
| Rok                            | 1683                           | 1773                           | 1850                           | 1900                           | 1950                           | 1980                           | 2000                           | 2010                           | 2011                           | 2012                           | 2015                           | 2020                           |
| Liczba mieszkańców             | 450                            | 331                            | 186                            | 181                            | 117                            | 51                             | 132                            | 108                            | 114                            | 120                            | 147                            | 151                            |